# Heinz Klevenow
Heinz Klevenow (né le 8 novembre 1908 à Hildesheim, mort le 27 janvier 1975 à Hambourg) est un acteur allemand.

## Biographie
Klevenow fait partie de l'ensemble du théâtre Thalia de Hambourg de 1946 jusqu'à sa mort.
Il travaille pendant de nombreuses années comme acteur de pièces de radio, souvent avec le réalisateur Fritz Schröder-Jahn (de). Dans ce média, il apparaît généralement dans un rôle principal, comme dans la célèbre pièce radiophonique Das Schiff Esperanza (de) de Fred von Hoerschelmann (de) en 1964.
En tant qu'acteur de doublage, il prête notamment sa voix à Vittorio De Sica dans Madame de... ou Lorne Greene dans la première version doublée (NDR) de Bonanza.
Heinz Klevenow fut l'époux de l'actrice Marga Legal (de), jusqu'à leur divorce. Leur fils Heinz, qui sera également acteur et metteur en scène de théâtre, est issu de cette relation.

## Filmographie
- 1949 : Liebe 47
- 1949 : Schicksal aus zweiter Hand (de)
- 1952 : Klettermaxe (de)
- 1953 : Der Hund im Hirn (TV)
- 1953 : Das Nachtgespenst (de)
- 1954 : Defraudanten (TV)
- 1955 : Heimkehr des Helden (TV)
- 1957 : Made in Germany - Ein Leben für Zeiss (de)
- 1957 : Les Confessions de Félix Krull
- 1957 : Die Herberge (TV)
- 1957 : Call-girls (de)
- 1958 : Stunde der Wahrheit (TV)
- 1958 : Die Beklagte (TV)
- 1958 : Der Fall de la Roncière (TV)
- 1960 : Scotland Yard contre Cercle rouge
- 1960 : Zur letzten Instanz (TV)
- 1961 : Zu viele Köche (mini-série)
- 1961 : Le Faussaire de Londres
- 1961 : Le Jeu de l'assassin (de)
- 1962 : Die Entlassung (TV)
- 1963 : Signor Rizzi kommt zurück (TV)
- 1963 : Das Wunder des San Gennaro (TV)
- 1963 : Verkündigung (TV)
- 1966 : Heiraten (TV)
- 1968 : Der Zauberberg (TV)
- 1968 : Interview mit der Geschichte: Otto, Fürst von Bismark (TV)
- 1968 : Der Monat der fallenden Blätter (TV)
- 1968 : Ein Bürger von Calais (TV)
- 1968 : Mexikanische Revolution (TV)
- 1968 : Die Affaire Dreyfus (TV)
- 1971 : Preußen über alles… (TV)
- 1972 : Der Mörder sitzt im Wembley-Stadion (TV)